# Заблоце (Любуське воєводство)
Заблоце (пол. Zabłocie, нім. Sablath, 1937-1945: Raudenberg (Niederlausitz)) — село в Польщі, у гміні Ясень Жарського повіту Любуського воєводства.
Населення — 355 осіб (2011).
У 1975-1998 роках село належало до Зеленогурського воєводства.

## Демографія
Демографічна структура станом на 31 березня 2011 року:
|          | Загалом | Допрацездатний вік | Працездатний вік | Постпрацездатний вік |
| -------- | ------- | ------------------ | ---------------- | -------------------- |
| Чоловіки | 167     | 33                 | 124              | 10                   |
| Жінки    | 188     | 39                 | 114              | 35                   |
| Разом    | 355     | 72                 | 238              | 45                   |